# Choeroparnops garleppi
Choeroparnops garleppi is een rechtvleugelig insect uit de familie sabelsprinkhanen (Tettigoniidae). De wetenschappelijke naam van deze soort is voor het eerst geldig gepubliceerd in 1888 door Dohrn.